# Slag om Aalst

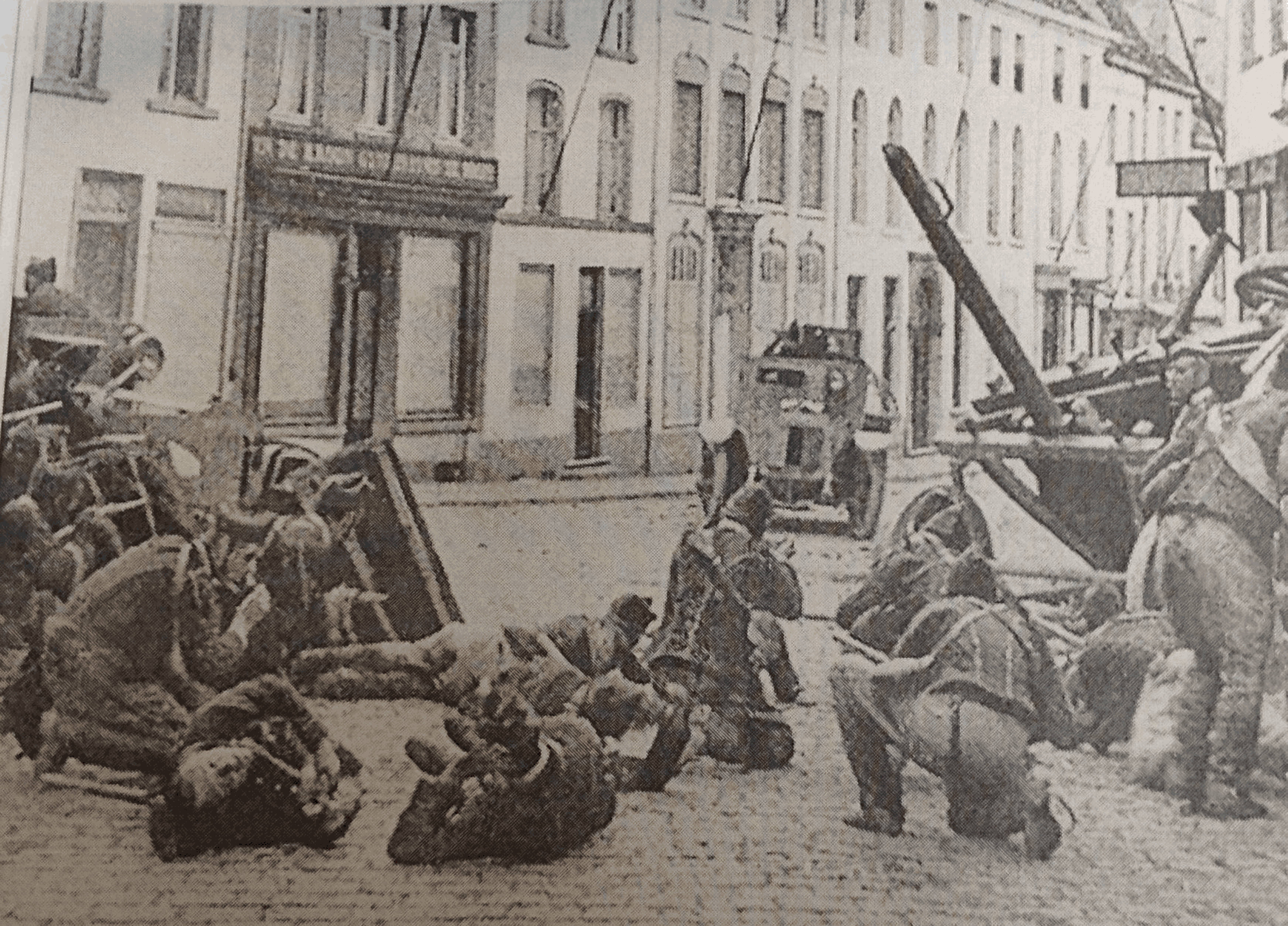
postkaart van de barricade en het in scène gezette gevecht op 27 september 1914

De Slag om Aalst was een veldslag die op 27 september 1914 plaats had bij Aalst, als onderdeel van de Eerste Wereldoorlog.

## Verloop
Op 27 september 1914 vonden er hevige gevechten plaats om de stad Aalst in te nemen. Aan de Sinte-Annabrug en Molenstraat onder andere, was er een artilleriebeschieting van anderhalf uur. De Dender werd ingericht als verdedigingslinie. De Belgische soldaten verweerden zich van achter barricades opgezet met allerlei huisraad; zelfs tonnen opgelegde haring deden dienst. Ze werden bijgestaan door een automitrailleur van onderluitenant Guido Thiery.
Romeyn Rossiter, Amerikaans cineast en oorlogsverslaggever, vond deze gevechten niet indrukwekkend genoeg om verslag over uit te brengen en besloot een gevecht in scène te zetten in de nabijgelegen Molenstraat. Hij kreeg een aantal Belgische militairen zover te doen alsof er een gevecht aan de gang was en maakte er een filmpje van. In allerhande kranten en tijdschriften werd dit voorpaginanieuws, verkondigd als echt gebeurde nieuwsfeiten, zoals in het Britse tijdschrift The War Budget en de Daily Mail van 1 oktober 1914. De film getiteld The Battle of Alost werd meermaals vertoond in Groot-Brittannië en de Verenigde Staten.
Op postkaarten gemaakt van stills uit de film werden hier en daar de beelden bijgewerkt en werd er extra schade getekend aan de omliggende gebouwen in de Molenstraat. Die postkaarten en krantenartikels waren lang de enige bekende beelden van The Battle of Alost, tot de Aalsterse amateur-historicus en auteur Dirk Meert tijdens een bezoek aan Berlijn toevallig een fragment van de beelden ontdekte in het Deutsche Bundesarchiv.

## Herdenkingsmonument

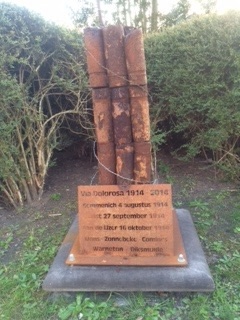
Monument Zwarte Hoekbrug "The battle of Alost"

Aan de Zwarte Hoekbrug haalden Duitse militairen onschuldige mensen uit hun huizen en gebruikten ze als levend schild. Omdat ook die aanval mislukte, werd wraak genomen op de burgerbevolking: circa 35 personen werden vermoord. De Sint-Martinuskerk, het hospitaal (waar de Rode Kruisvlag wapperde) en tal van andere niet-militaire doelen werden geraakt.
Om deze bloederige strijd nooit te vergeten werd op 27 september 2014 aan de Zwarte Hoekbrug het monument, vervaardigd uit obussen van uit de Eerste Wereldoorlog, ingehuldigd. De Via Dolorosa-tour ('Weg van het lijden'), deed op die dag Aalst aan.

## Tussen Gemeenschap en geweld. Aalst in de Groote Oorlog
Ter herdenking van de Groote oorlog, werd in Aalst een tentoonstelling georganiseerd in het Stedelijk Museum 't Gasthuys. Daar kan het filmpje "the battle of Alost" bekeken worden.